# Essene-Lombeek
Essene-Lombeek (niderl. Station Essene-Lombeek) – stacja kolejowa w Liedekerke, w prowincji Brabancja Flamandzka, w Belgii. Znajduje się na linii 50 Bruksela - Gandawa.  Nazwa odnosi się do gminy Sint-Katherina-Lombeek i gminy Essene w sąsiedniej gminie Affligem. Essene-Lombeek to przystanek na liniach S4 i S10 Gewestelijk ExpresNet (GEN) wokół Brukseli. 
Przystanek został otwarty 15 sierpnia 1869 roku pod nazwą „Esschene-Lombeek” i był obsługiwany przez stację Ternat. Stary budynek stacji (standardowa stacja typu 1893 L4) został zbudowany w 1895 roku. W 1950 roku zmieniono pisownię nazwy na „Essene-Lombeek”. Kasy biletowe zostały zamknięte w 1993 roku i od tamtej pory budynek dworca jest pusty. W 2008 perony zostały podniesione i przedłużone w ramach projektu RER, a peron północny przeniesiono na wschodnią stronę przejazdu kolejowo-drogowego. Ponieważ stary budynek stacji znajdował się w zielonej strefie, a zatem ponowne wykorzystanie okazało się praktycznie niemożliwe, Infrabel złożył wniosek o pozwolenie na rozbiórkę na początku 2007 roku. Rada Ternat of Aldermen wydała pozytywną opinię dotyczącą zburzenia w 2008 roku. Budynek został następnie rozebrany pod koniec 2009 roku. W jego miejscu powstał trawnik i parking. 

## Linie kolejowe
- Linia 50 Bruksela - Gandawa